# Alexandre Pasche
Alexandre Pasche  (* 31. Mai 1991) ist ein Schweizer Fussballspieler.

## Karriere

### Vereine
Pasche begann seine Laufbahn in der Nachwuchsauswahl des Kantons Waadt Team Vaud. 2007 wurde er in das Kader des FC Lausanne-Sport befördert und gab im April desselben Jahres bei der 0:1-Niederlage gegen den FC Chiasso sein Debüt in der zweitklassigen Challenge League. Bis Saisonende kam er zu insgesamt drei Einsätzen in der zweithöchsten Schweizer Spielklasse. In der folgenden Spielzeit 2007/08 absolvierte er 15 Partien für Lausanne in der Challenge League. In der Saison 2008/09 bestritt der Mittelfeldspieler 29 Ligaspiele, in denen er vier Tore erzielte. Im Sommer 2009 wurde er vom Vizemeister BSC Young Boys verpflichtet. Bis Saisonende kam er zu zehn Einsätzen für die Berner in der erstklassigen Super League. Im Sommer 2010 kehrte er auf Leihbasis zum FC Lausanne-Sport zurück und bestritt bis zum Ende der Spielzeit 22 Partien in der Challenge League, wobei er einmal traf. Die Mannschaft stieg schlussendlich als Tabellenerster in die Super League auf. In der nächsten Saison 2011/12 spielte Pasche 27-mal in der höchsten Schweizer Spielklasse. Nach Leihende wechselte er im Sommer 2012 fest zum Ligakonkurrenten Servette FC. Bei den Genfern fungierte er ebenfalls als Stammspieler und absolvierte in seiner ersten Saison im granatroten Trikot 34 Partien in der Super League, in denen er zweimal traf. Servette stieg schliesslich als Tabellenletzter in die Challenge League ab. Pasche bestritt in der folgenden Saison 29 Spiele in der zweiten Liga und traf dabei einmal. In der Spielzeit 2014/15 stand er 34-mal für die Grenats in der Challenge League auf dem Platz und schoss dabei drei Tore.
Nachdem Servette wegen finanzieller Probleme in die Promotion League hatte zwangsabsteigen müssen, kehrte Pasche im Sommer 2015 zum FC Lausanne-Sport zurück. Bis Saisonende kam er zu 28 Einsätzen in der Challenge League, in denen er vier Treffer erzielte. Lausanne stieg schlussendlich als Tabellenerster in die Super League auf. 2016/17 spielte Pasche 27-mal in der Super League. 2017/18 absolvierte er 21 Ligaspiele, wobei er einmal traf. Das Team stieg am Saisonende als Tabellenletzter in die Challenge League ab. In der Spielzeit 2018/19 wurde er 33-mal in der zweiten Liga eingesetzt und schoss dabei drei Tore. 2019/20 kam er zu 20 Partien in der Challenge League, und Lausanne stieg erneut als Tabellenerster in die Super League auf. Pasche schloss sich jedoch im Sommer 2020 dem Zweitligisten Neuchâtel Xamax an. Er verletzte sich allerdings im ersten Pflichtspiel für Xamax, im Cupspiel gegen den SC Kriens, und fiel daraufhin bis Saisonende aus.

### Nationalmannschaften
Pasche wurde achtmal für die Schweizer U-16-Auswahl eingesetzt und schoss dabei ein Tor. Später spielte er für die U-17-Auswahl, für die er insgesamt zehnmal eingesetzt wurde. 2008 nahm er mit ihr an der U-17-Europameisterschaft teil und schied mit dem Schweizer Team in der Gruppenphase aus. Im selben Jahr kam er erstmals für die U-19-Nationalmannschaft zum Einsatz, für die der Mittelfeldmann in 24 Partien sieben Tore schoss. 2009 nahm er mit dem U-19-Team an der U-19-Europameisterschaft teil und schied mit der Mannschaft ebenfalls in der Gruppenphase aus. Zwischen 2010 und 2012 stand er zwölfmal für die U-20-Nationalmannschaft auf dem Platz.